# Polsk-ukrainska kriget
Polsk-ukrainska kriget utkämpades mellan Polen och Västukrainska folkrepubliken från 1 november 1918 till 17 juli 1919 och gällde kontrollen över östra Galizien.